# Chermisey
Chermisey là một xã, nằm ở tỉnh Vosges trong vùng Grand Est của Pháp. Xã này có diện tích 10,75 kilômét vuông, dân số năm 1999 là 93 người. Xã này nằm ở khu vực có độ cao trung bình 430 m trên mực nước biển.

## Biến động dân số
| 1962                                         | 1968 | 1975 | 1982 | 1990 | 1999 |
| -------------------------------------------- | ---- | ---- | ---- | ---- | ---- |
| 122                                          | 127  | 103  | 109  | 101  | 93   |
| Số liệu từ năm 1962: Dân số không tính trùng |      |      |      |      |      |